# NGC 1485
NGC 1485 ist eine Spiralgalaxie vom Hubble-Typ Sb im Sternbild Giraffe am Nordsternhimmel. Sie ist schätzungsweise 55 Millionen Lichtjahre von der Milchstraße entfernt und hat einen Durchmesser von etwa 25.000 Lichtjahren.
Das Objekt wurde am 24. Februar 1886 von Lewis Swift entdeckt.